# Championnats d'Europe d'athlétisme jeunesse 2024
Navigation
Édition précédente Édition suivante
La 4e édition des Championnats d'Europe d'athlétisme jeunesse se déroule du 18 au 21 juillet 2024 à Banská Bystrica en Slovaquie.

## Résultats

### Garçons
| Épreuves | Or | Argent | Bronze |
| --- | --- | --- | --- |
| 100 m (vent : + 0,1 m/s) | Jakob Kemminer 10 s 46 | Joel Masters 10 s 51 | Joel Ajayi 10 s 61 |
| 200 m (vent : + 0,7 m/s) | Diego Nappi 20 s 81 (CB) | Ivano Bevander 21 s 17 (PB) | Joe Burke 21 s 31 (NU18B) |
| 400 m | Stanisław Strzelecki 46 s 50 (CB) | Milann Klemenic 46 s 78 (PB) | Conor Kelly 46 s 97 (NU18B) |
| 800 m | Matthew McKenna 1 min 52 s 91 | Aarón Ceballos 1 min 53 s 21 | Łukasz Zaczyk 1 min 53 s 60 |
| 1 500 m | Filip Toul 3 min 54 s 77 | Aldin Ćatović 3 min 55 s 14 | Aloïs Abraham 3 min 56 s 55 |
| 3 000 m | Aldin Ćatović 8 min 7 s 03 (CB) | Vittore Borromini 8 min 9 s 01 (PB) | Sebastian Lörstad 8 min 11 s 71 (NU18B) |
| 2 000 m steeple (84 cm) | Bakr El Asri 5 min 46 s 79 | Adam Červinka 5 min 47 s 71 (PB) | Jakob Rödel 5 min 47 s 77 (PB) |
| 110 m haies (91,4 cm) (vent : + 1,1 m/s) | Kyan Escalona 13 s 22 (NU18B) | Lucas Domergue 13 s 34 | Hristiăn Kasabov 13 s 47 |
| 400 m haies (84 cm) | Michal Rada 49 s 42 (AU18B) | Marek Váňa 51 s 12 (PB) | Tommaso Ardizzone 51 s 38 (NU18B) |
| Saut en hauteur | Svante Svensson 2,09 m (PB) | Antoine Antczak 2,08 m (PB) | Vuk Šolaja 2,08 m (PB) |
| Saut à la perche | Mathias Urbanczyk 5,10 m (PB) | Nikita Mirkin 5,00 m (PB) | Non attribuée |
| Saut à la perche | Mathias Urbanczyk 5,10 m (PB) | Henri Apri 5,00 m | Non attribuée |
| Saut en longueur | Rémi Mourié 7,72 m (PB) | Áron Hajdu 7,58 m (NU18B) | Daniele Inzoli 7,54 m |
| Triple saut | Emmanuel Idinna 15,85 m (PB) | Francesco Crotti 15,49 m (PB) | Benedikt Maurer 15,11 m (PB) |
| Lancer du poids (5 kg) | Ștefan Ciobanu 19,99 m | Ludvig Ellgren 19,19 m (PB) | Jan Ferina 19,04 m |
| Lancer du disque (1,5 kg) | Jakub Rodziak 64,21 m (PB) | Yaroslav Lystopad 60,93 m | Cian Crampton 60,55 m (NU18B) |
| Lancer du marteau (5 kg) | Thomas Williams 73,95 m | Dimo Andreev 72,49 m | Magno Llopis 72,48 m (PB) |
| Lancer du javelot (700 g) | Pietro Villa 76,04 m (NU18B) | Roch Krukowski 74,84 m | Temu Simoinen 73,24 m |
| Décathlon | Tristan Konso 7 549 pts | Liam Belo Da Silva 7 318 pts | Kilian Trochain 7 290 pts |
| 5 000 m marche | Alessio Coppola 21 min 1 s 44 | Séamus Clarke 21 min 5 s 79 (NU18B) | Nicolò Vidal 21 min 11 s 87 (PB) |
| Relais suédois (100, 200, 300 et 400 m) | Pologne - Nikodem Dymiński - Jakub Foremny - Bartłomiej Adamczyk - Stanisław Strzelecki 1 min 51 s 62 (CB) Participation aux séries : Aleksander Wojtasik Oliwier Frąckowiak | Allemagne - Jakob Kemminer - Louis Schuster - Jannis Dettner - Milan Stadler 1 min 51 s 82 (NU18B) Participation aux séries : Ben Tröster Marc Weidenbach | Italie - Fabrizio Caporusso - Daniele Inzoli - Tommaso Carfagna - Daniele Salemi 1 min 52 s 02 (NU18B) Participation aux séries : Valerio Mazzilli |
| Records et Performances - AR : Record continental (area record) - CR : Record des championnats (championship record) - MR : Record du meeting (meet record) - NR : Record national (national record) - OR : Record olympique (olympic record) - PR : Record paralympique (paralympic record) - PB : Record personnel (personal best) - SB : Meilleure performance personnelle de la saison (season's best) - WL : Meilleure performance mondiale de l'année (world leader) - WJR : Record du monde junior (world junior record) - WR : Record du monde (world record) Circonstances et Conditions - DNF : N'a pas terminé (did not finish) - DNS : N'a pas pris le départ (did not start) - DQ : Disqualification (disqualification) - NM : Aucun essai valable enregistré (No Mark) - Q : Qualifié « directement » au prochain tour (ou à la prochaine compétition), lors d'une compétition majeure, grâce au classement ou à la réalisation des minima (automatic qualifier) - q : Qualifié au prochain tour (ou à la prochaine compétition), lors d'une compétition majeure, grâce au repêchage ou à la réalisation de l'une des meilleures performances parmi celles des « non qualifiés directement » (grâce au meilleur temps ou à la meilleure distance par exemple) (secondary qualifier) | | | |

### Filles
| Épreuves | Or | Argent | Bronze |
| --- | --- | --- | --- |
| 100 m (vent : + 0,9 m/s) | Radina Veličkova 11 s 46 (NU18B) | Shadé Laporal 11 s 54 (PB) | Miia Ott 11 s 62 |
| 200 m (vent : + 1,0 m/s) | Elisa Valensin 23 s 09 (CB, NU20R) | Margherita Castellani 23 s 35 (PB) | Pauline Richter 23 s 50 (PB) |
| 400 m | Anastazja Kuś 51 s 89 (CB, NU18B) | Kara Dacosta 52 s 60 (PB) | Madelief van Leur 53 s 19 |
| 800 m | Adéla Holubová 2 min 4 s 23 (CB) | Shaikira King 2 min 4 s 29 | Carmen Cernjul 2 min 4 s 52 (PB) |
| 1 500 m | Lyla Belshaw 4 min 13 s 01 (CB, PB) | Isla McGowan 4 min 14 s 78 (PB) | Wilma Bekkemoen Torbiörnsson 4 min 16 s 45 |
| 3 000 m | Katie Pye 9 min 20 s 25 (SB) | Julia Ehrle 9 min 20 s 31 (PB) | Olivia Forrest 9 min 21 s 66 (PB) |
| 2 000 m steeple | Astrid Cecilie Berntsen 6 min 32 s 11 (PB) | Ema Berková 6 min 34 s 63 (PB) | Nadia Soto 6 min 35 s 04 |
| 100 m haies (76,2 cm) (vent : + 0,2 m/s) | Laura Frličková 12 s 97 | Zofia Rojek 13 s 33 | Auxane Kingue 13 s 37 (PB) |
| 400 m haies | Nina Radová 58 s 00 (CB, PB) | Eva Barbarić 58 s 85 (PB) | Lalie Pouzancre-Hoyer 59 s 07 (PB) |
| Saut en hauteur | Lilianna Bátori 1,84 m | Aitana Alonso 1,81 m (PB) | Yman Ossie Tchenguie 1,81 m (PB) |
| Saut à la perche | Αnastasía Boumpoulídi 4,20 m | Embla Matilde Njerve 4,15 m (NU18B) | Beate Pott 4,15 m (PB) |
| Saut en longueur | Evelina Olsson 6,35 m (PB) | Joana Fiodorovaitė 6,23 m (PB) | Radina Veličkova 6,16 m (=PB) |
| Triple saut | Brenda Džiliana Apsīte 13,18 m | Melína Záragka 13,10 m | Elisa Valenti 12,99 m |
| Lancer du poids (3 kg) | María Rafailídou 18,46 m | Anhelina Shepel 17,09 m | Anastasía Mihaéla Andreádi 16,70 m |
| Lancer du disque | Nadjela Wepiwe 51,61 m | Andrea Takeu Djeudji 50,01 m | Vita Barbić 49,50 m (PB) |
| Lancer du marteau (3 kg) | Clara Hegemann 72,93 m (NU18B) | Polina Dzerozhynska 72,92 m (PB) | Nova Kienast 71,72 m |
| Lancer du javelot (500 g) | Vita Barbić 61,07 m (CB, NU18B) | Konstanze Irlinger 57,64 m (NU18B) | Rabiye Çiçek 54,52 m (PB) |
| Heptathlon | Enni Virjonen 6 151 pts | Thea Brown 5 807 pts | Maria Schnemilich 5 732 pts |
| 5 000 m marche | Serena Di Fabio 21 min 50 s 80 (CB, NU18B) | Alessia Cristina Pop 22 min 3 s 11 (NU18B) | Petra Kusá 23 min 49 s 22 |
| Relais suédois (100, 200, 300 et 400 m) | Italie - Viola Canovi - Margherita Castellani - Laura Frattaroli - Elisa Valensin 2 min 5 s 23 (AU18B) Participation aux séries : Vittoria Masiero Benedetta Dambruoso Zoe Fiorentini | Pologne - Oliwia Kasprzak - Aleksandra Jeż - Zofia Tomczyk - Anastazja Kuś 2 min 5 s 54 (NU18B) Participation aux séries : Maja Woźniak Lena Pajęcka | Royaume-Uni - Nell Desir - Thea Brown - Shiloh Omotosho - Kara Dacosta 2 min 5 s 90 (NU18B) Participation aux séries : Elsie Brindle Ava John |
| Records et Performances - AR : Record continental (area record) - CR : Record des championnats (championship record) - MR : Record du meeting (meet record) - NR : Record national (national record) - OR : Record olympique (olympic record) - PR : Record paralympique (paralympic record) - PB : Record personnel (personal best) - SB : Meilleure performance personnelle de la saison (season's best) - WL : Meilleure performance mondiale de l'année (world leader) - WJR : Record du monde junior (world junior record) - WR : Record du monde (world record) Circonstances et Conditions - DNF : N'a pas terminé (did not finish) - DNS : N'a pas pris le départ (did not start) - DQ : Disqualification (disqualification) - NM : Aucun essai valable enregistré (No Mark) - Q : Qualifié « directement » au prochain tour (ou à la prochaine compétition), lors d'une compétition majeure, grâce au classement ou à la réalisation des minima (automatic qualifier) - q : Qualifié au prochain tour (ou à la prochaine compétition), lors d'une compétition majeure, grâce au repêchage ou à la réalisation de l'une des meilleures performances parmi celles des « non qualifiés directement » (grâce au meilleur temps ou à la meilleure distance par exemple) (secondary qualifier) | | | |

### Tableau des médailles
| Rang | Nation      | Or | Argent | Bronze | Total |
| ---- | ----------- | -- | ------ | ------ | ----- |
| 1    | Italie      | 7  | 3      | 5      | 15    |
| 2    | Pologne     | 4  | 3      | 1      | 8     |
| 3    | Tchéquie    | 4  | 3      | 0      | 7     |
| 4    | Royaume-Uni | 3  | 5      | 3      | 11    |
| 5    | Allemagne   | 3  | 3      | 5      | 11    |
| 6    | France      | 2  | 4      | 5      | 11    |
| 7    | Suède       | 2  | 3      | 3      | 8     |
| 8    | Grèce       | 2  | 1      | 1      | 4     |
| 9    | Espagne     | 1  | 3      | 2      | 6     |
| 10   | Irlande     | 1  | 1      | 3      | 5     |